# Нигерија на Летњим олимпијским играма 1952.
Учешће Негерије на Летњим олимпијским играма 1952. у Хелсинкију био је њен деби на олимпијским играма. Учествовала је са девет мушки спортиста који су се такмичили у пет атлетских дисциплина. 
Најмлађи учесник био је скакач увис са 19 година и 111 дана, а најстарији скакач удаљ Sylvanus Williams са 29 година и 309 дана. На овим играма Нигерија није освојила ниједну медаљу.

## Атлетика

### Мушкарци
| Атлетичар                                              | Дисциплина | Група    | Група          | Четвртфинале     | Четвртфинале     | Полуфинале       | Полуфинале       | Финале           | Финале    | Детаљи |
| Атлетичар                                              | Дисциплина | Резултат | Место          | Резултат         | Место            | Резултат         | Место            | Резултат         | Место     | Детаљи |
| ------------------------------------------------------ | ---------- | -------- | -------------- | ---------------- | ---------------- | ---------------- | ---------------- | ---------------- | --------- | ------ |
| Karim Olowu                                            | скок удаљ  | 6,96     | 11 гр. А       |                  |                  |                  |                  | Није се пласирао | 18 /27    |        |
| Karim Olowu                                            | 100 м      | 11,27    | 5 гр. 9        | Није се пласирао | Није се пласирао | Није се пласирао | Није се пласирао | Није се пласирао | = 40 / 72 |        |
| Titus Erinle                                           | 100 м      | 11,12    | 3 гр. 10       | Није се пласирао | Није се пласирао | Није се пласирао | Није се пласирао | Није се пласирао | = 25 / 72 |        |
| Edward Ajado                                           | 100 м      | 11,25    | 5 гр. 9        | Није се пласирао | Није се пласирао | Није се пласирао | Није се пласирао | Није се пласирао | = 38 / 72 |        |
| Edward Ajado                                           | 200 м      | 22,92    | 4 гр. 4        | Није се пласирао | Није се пласирао | Није се пласирао | Није се пласирао | Није се пласирао | 60 / 71   |        |
| Muslim Arogundade                                      | 200 м      | 22,71    | 5 гр. 12       | Није се пласирао | Није се пласирао | Није се пласирао | Није се пласирао | Није се пласирао | 49 / 71   |        |
| Rafiu Oluwa                                            | 200 м      | 22,89    | 1 гр. 14 КВ    | 22,69            | 6 гр. 2          | Није се пласирао | Није се пласирао | Није се пласирао | 34 / 71   |        |
| Josiah Majekodunmi                                     | скок увис  | 1,87     | = 2 у гр. Б КВ |                  |                  |                  |                  | 1,90             | = 9 /36   |        |
| Nafiu Osagiei                                          | скок увис  | 1,87     | = 2 у гр. Б КВ |                  |                  |                  |                  | 1,90             | = 18 /36  |        |
| Boniface Guobadia                                      | скок увис  | 1,87     | 4 у гр. А КВ   |                  |                  |                  |                  | 1,80             | = 20 /36  |        |
| Sylvanus Williams                                      | скок удаљ  | 6,98     | 9 гр. Б        |                  |                  |                  |                  | Није се пласирао | = 16 /27  |        |
| Titus Erinle Rafiu Oluwa Karim Olowu Muslim Arogundade | 4 х 100 м  | 42,4     | 2 гр. 4 КВ     |                  |                  | 41,0             | 5 у гр. 2        | Није се пласирао | 10 /22    |        |